# Brzesko
Brzesko – miasto w Polsce, w województwie małopolskim, siedziba powiatu brzeskiego i gminy miejsko-wiejskiej Brzesko. Jest położone na Podgórzu Wiśnickim, nad rzeką Uszwicą.
Brzesko uzyskało lokację miejską w 1289 roku, zdegradowane w 1317 roku, ponowne nadanie praw miejskich około 1385 roku.
W Brzesku znajduje się znany Browar Okocim, założony przez Jana Ewangelistę Goetza w 1845 r. Przemysł metalowy (w tym CAN-PACK S.A. – jeden z większych producentów puszek napojowych na świecie). Neobarokowy kompleks pałacowo-parkowy Goetzów z XIX w. oraz kościół pw. św. Jakuba z XIV w. Zabytkowe cmentarze: wojenne z czasów I wojny światowej (nr 275, 276, 277) i cmentarz wyznania mojżeszowego z ok. trzystoma nagrobkami. W 1904 r. Brzesko nawiedził pożar, który zniszczył znaczną część zabudowy miasta.

## Etymologia
Nazwa Brzeska prawdopodobnie pochodzi od słowa brzeg, brzeżek, ze względu na położenie miasta nad rzeką Uszwicą.

## Historia

### Prehistoria i starożytność
Prawdopodobnie najstarsze pozostałości pradziejowych myśliwych na terenie obecnego miasta Brzeska pochodzą z epoki mezolitu. Odnaleziono charakterystyczne wyroby krzemienne, służące za narzędzia pierwszym mieszkańcom tych terenów. Szybki rozwój gospodarki wpłynął na dalsze zasiedlanie, w początkach neolitu przybyły większe gromady hodowców i rolników. Pozostałości osad odnaleziono na terenie Okocimia, Poręby Spytkowskiej, Jasienia, a także bardziej na południe – Biesiadek, Lewniowej i Gosprzydowej (Gmina Gnojnik). Liczne stanowiska wczesnorolniczych kultur dostarczyły wielu odkryć archeologom – naczyń i kamiennych narzędzi. Mnogość odkryć czyni Brzesko jednym z ważniejszych ośrodków cywilizacji wczesnorolniczej na ziemiach polskich. Sposób uprawy ziemi z zastosowaniem orki sprzężajnej wprowadziła ludność kultury pucharów lejkowatych, która przybyła w późniejszych stuleciach neolitu. Przyczyniło się to do dalszego rozwoju rolnictwa i osadnictwa. Wyjałowienie ziemi doprowadziło jednak do poważnego kryzysu, w epoce brązu. W II–III w. n.e. nastąpił ponowny rozwój osadnictwa. W późnej fazie okresu rzymskiego na terenie Jadownik, Okocimia i Jasienia istniały osady ludności kultury przeworskiej. Jeszcze w XIX w. znaleziono w Brzesku rzymskie monety.

### Średniowiecze

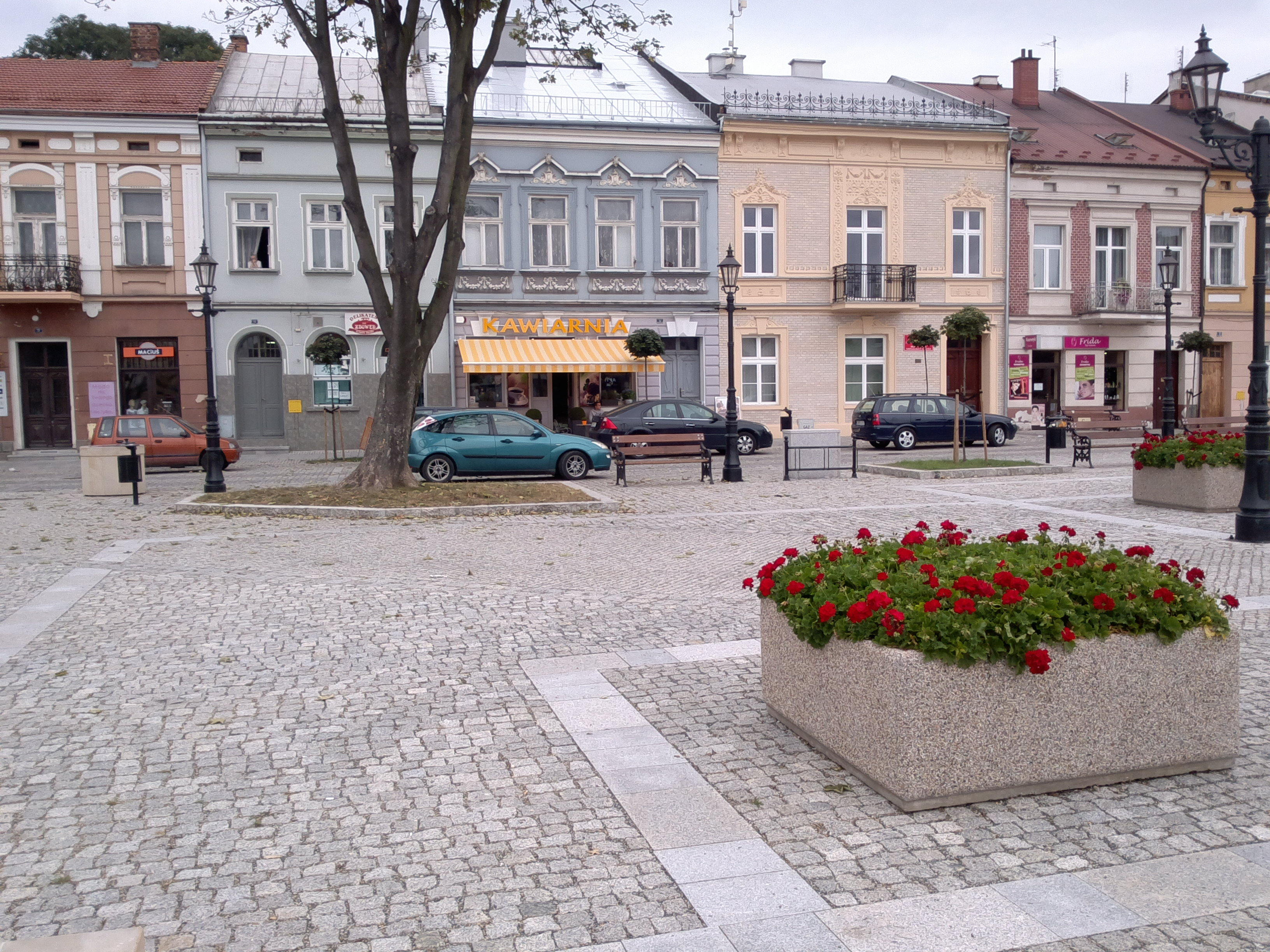
Kamienice przy rynku w Brzesku

Miasto lokowane było przez Spytka Melsztyńskiego, kasztelana bieckiego, za zgodą królowej Jadwigi, która w 1385 roku wydała akt lokacyjny na prawie magdeburskim. Rozpoczął się proces urbanizacji oraz kształtowania szlaków komunikacyjnych, które obecnie funkcjonują. Zachował się też średniowieczny układ urbanistyczny z kwadratowym rynkiem i gotyckim kościołem pw. św. Jakuba z 1447 r. W 1386 r. mieszczanie brzescy trudniący się handlem i rzemiosłem zostali zwolnieni z ceł i myt.
W 1440 r. Grzegorz z Sanoka ufundował szpital dla ubogich w Brzesku.

### Nowożytność i czasy najnowsze
Właściciel pałacu w Brzesku Jan Ewangelista Goetz, Julian Kodrębski i Józef Neuman założyli spółkę – zalążek Browaru w Okocimiu w 1845 r. W 1856 r. wybudowano kolej Kraków – Tarnów – Lwów.

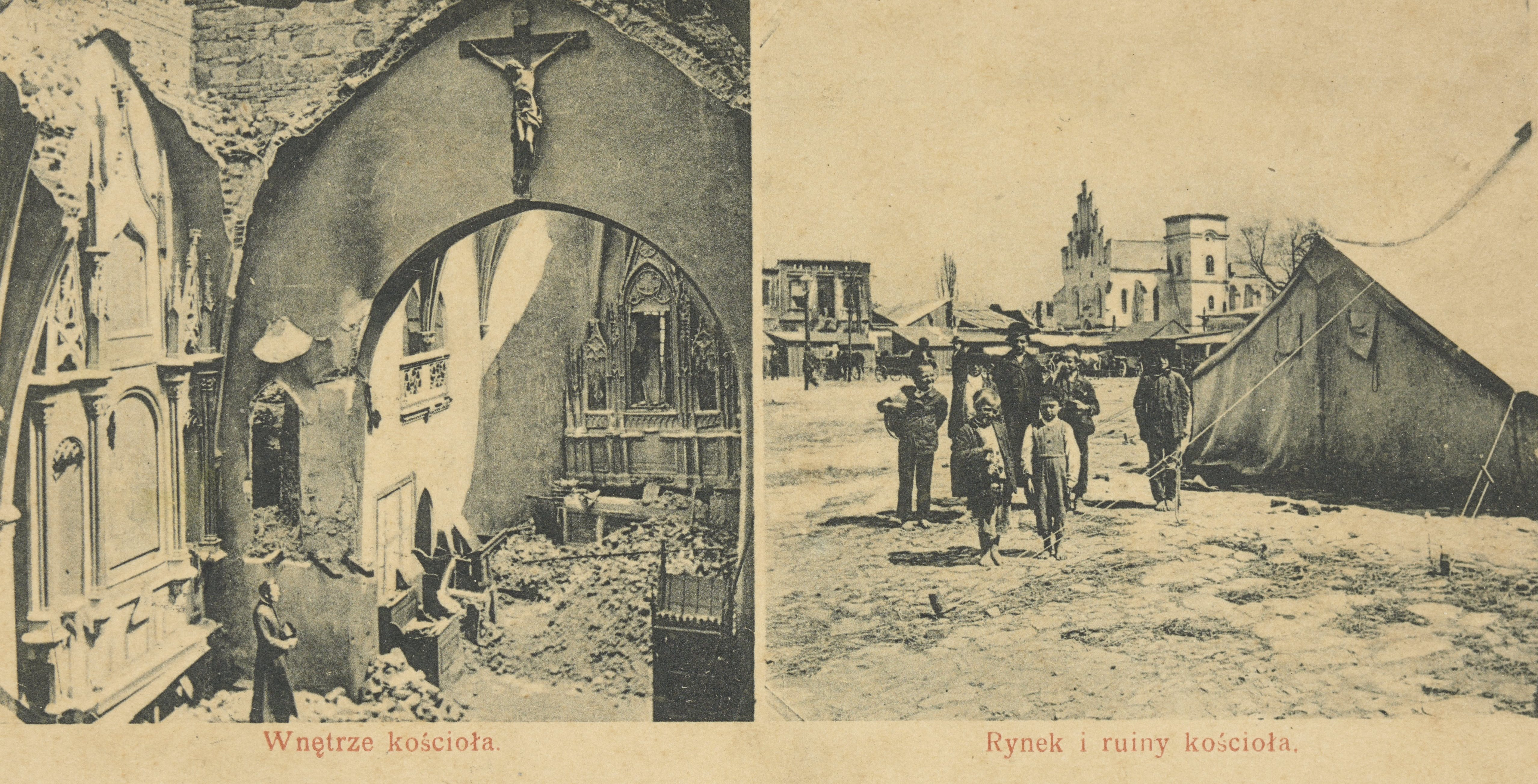
Brzesko po pożarze w 1904 r.

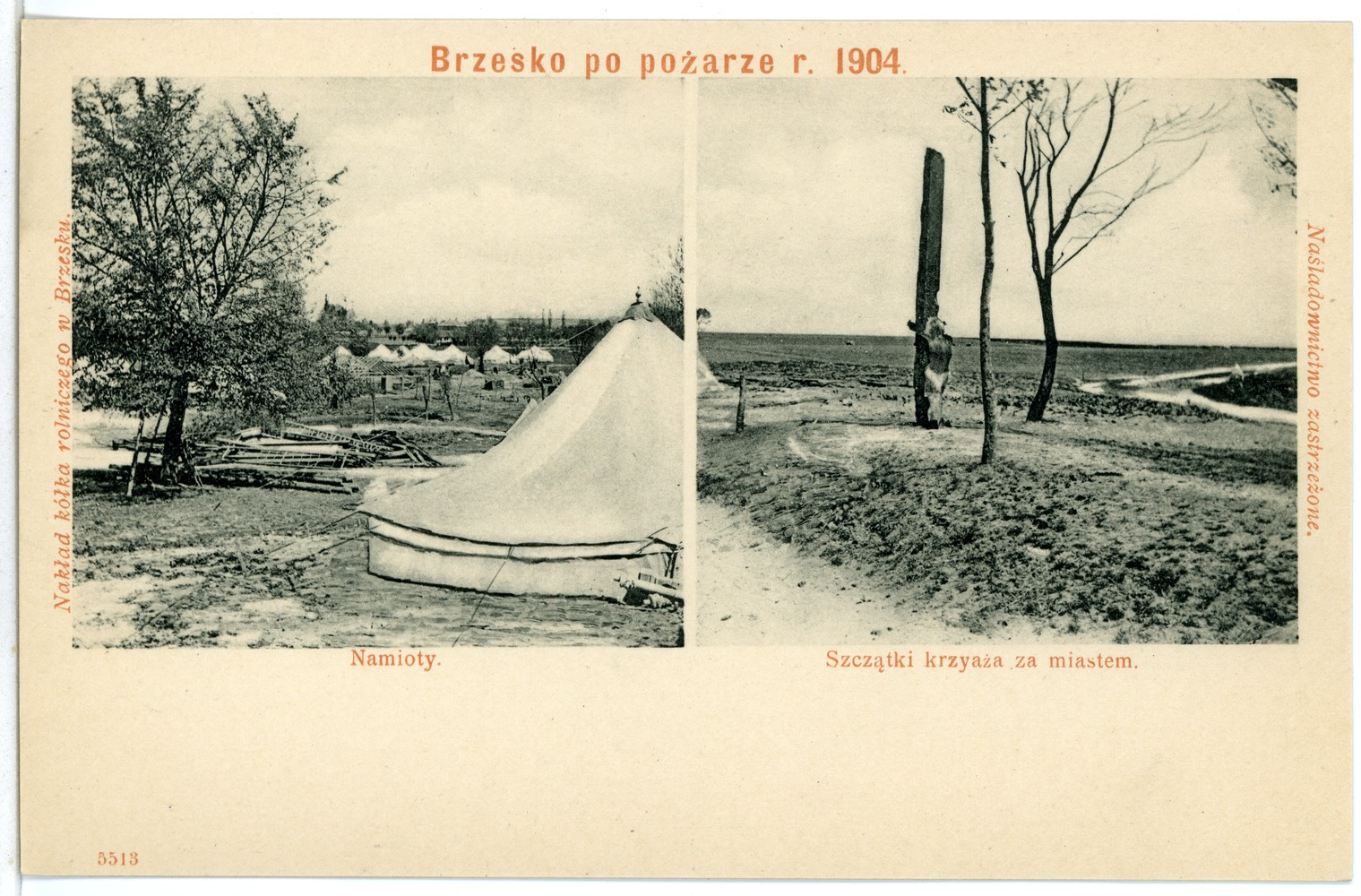
Brzesko po pożarze w 1904 r.

W 1910 zorganizowano Stałą Drużynę Sokoła i przekształcono ją w 1914 r. w Polową Drużynę Sokolą oraz utworzono „Strzelca”.
1 sierpnia 1914 r., gdy wybuchła I wojna światowa, w Brzesku wydarzenia te poprzedziła mobilizacja do armii austro-węgierskiej.
Członkowie Polowej Drużyny Sokolej przygotowywali się do wojny z Rosją, odbywając ćwiczenia z zakresu musztry bojowej z użyciem broni palnej. Kiedy zorganizowano PDS, Towarzystwem Gimnastycznym „Sokół” kierował Piotr Górski (prezes), Zygmunt Sozański (wiceprezes), Władysław Cyga (I wiceprezes), Włodzimierz Albinowski (gospodarz), Stefan Sukiennik i Szczęsny Chrapczyński. Pod ich kierunkiem „Sokół” i społeczeństwo powiatu brzeskiego zakupiło dla plutonu brzeskiego 20 karabinów marki Mannlicher, które przekazało PDS.
Podczas II wojny światowej Niemcy zorganizowali getto i zamordowali Żydów z Brzeska i okolic.
1 stycznia 1951 do Brzeska przyłączono wieś Słotwina.
W latach 1975–1998 miasto należało do województwa tarnowskiego.

## Zabytki
Obiekty wpisane do rejestru zabytków województwa małopolskiego. Oprócz opisanych niżej do rejestru wpisano trzy kamienice, dwór, budynek sądu i budynek dawnej mykwy.

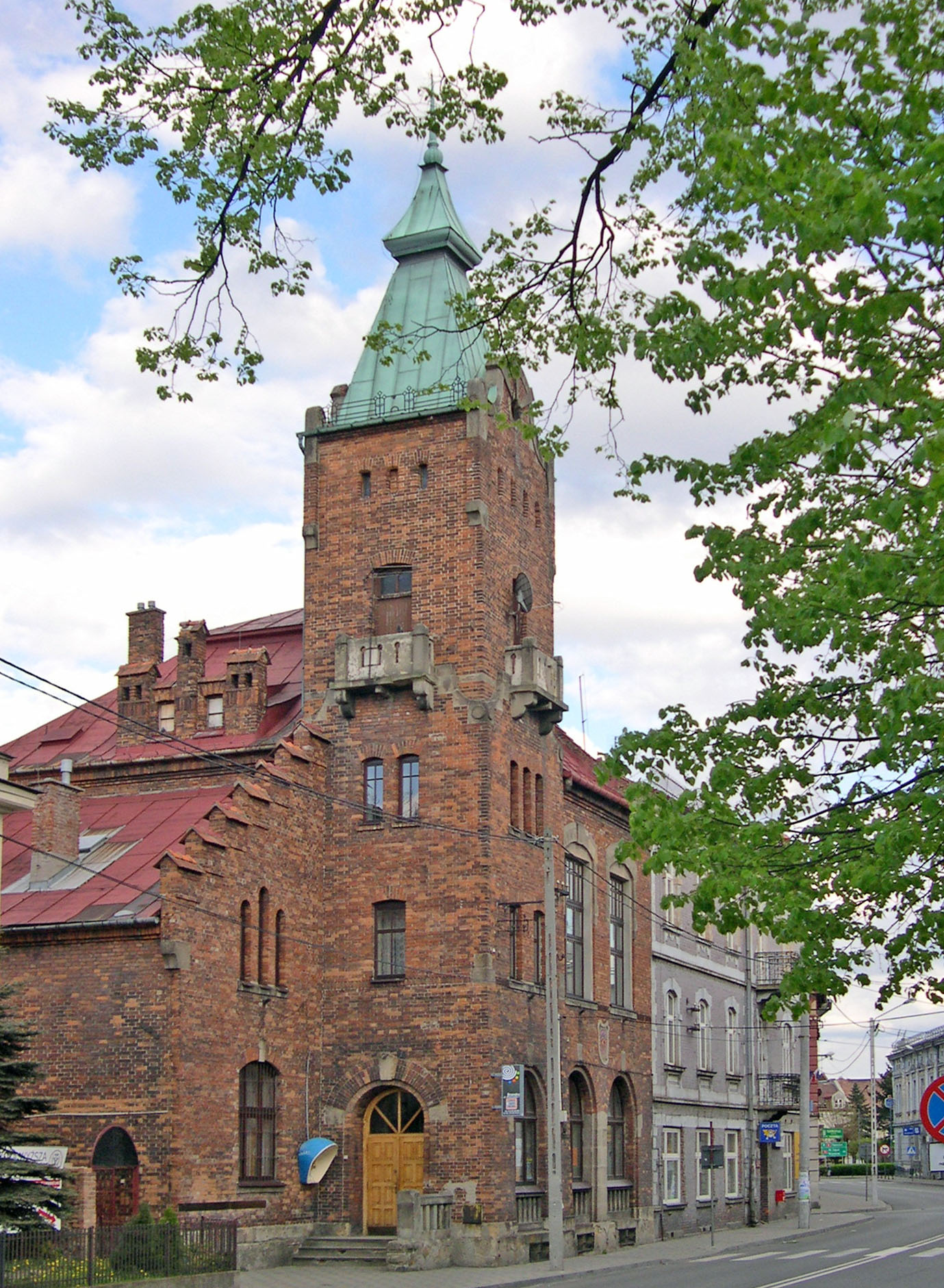
Neogotycki ratusz wybudowany w 1909 roku

### Kościół św. Jakuba Apostoła
Gotycka część kościoła parafialnego pw. św. Jakuba Apostoła.

### Układ urbanistyczny Starego Miasta
Układ urbanistyczny Starego Miasta wraz z zespołem zabudowy. W skład zespołu, objętego ochroną konserwatorską wchodzą: Rynek, plac Żwirki i Wigury oraz m.in. ulice Kościuszki, Głowackiego i Mickiewicza.

### Ratusz
Ceglany, piętrowy Ratusz z wieżą, zaprojektowany przez Gabriela Niewiadomskiego, w stylu neogotyckim, pochodzący z 1909 roku, mieści się przy ulicy Kościuszki. Jest jednym z najstarszych obiektów zabytkowo-historycznych w centrum Brzeska. W chwili obecnej mieści się tam Urząd Stanu Cywilnego.

### Pałac Goetza

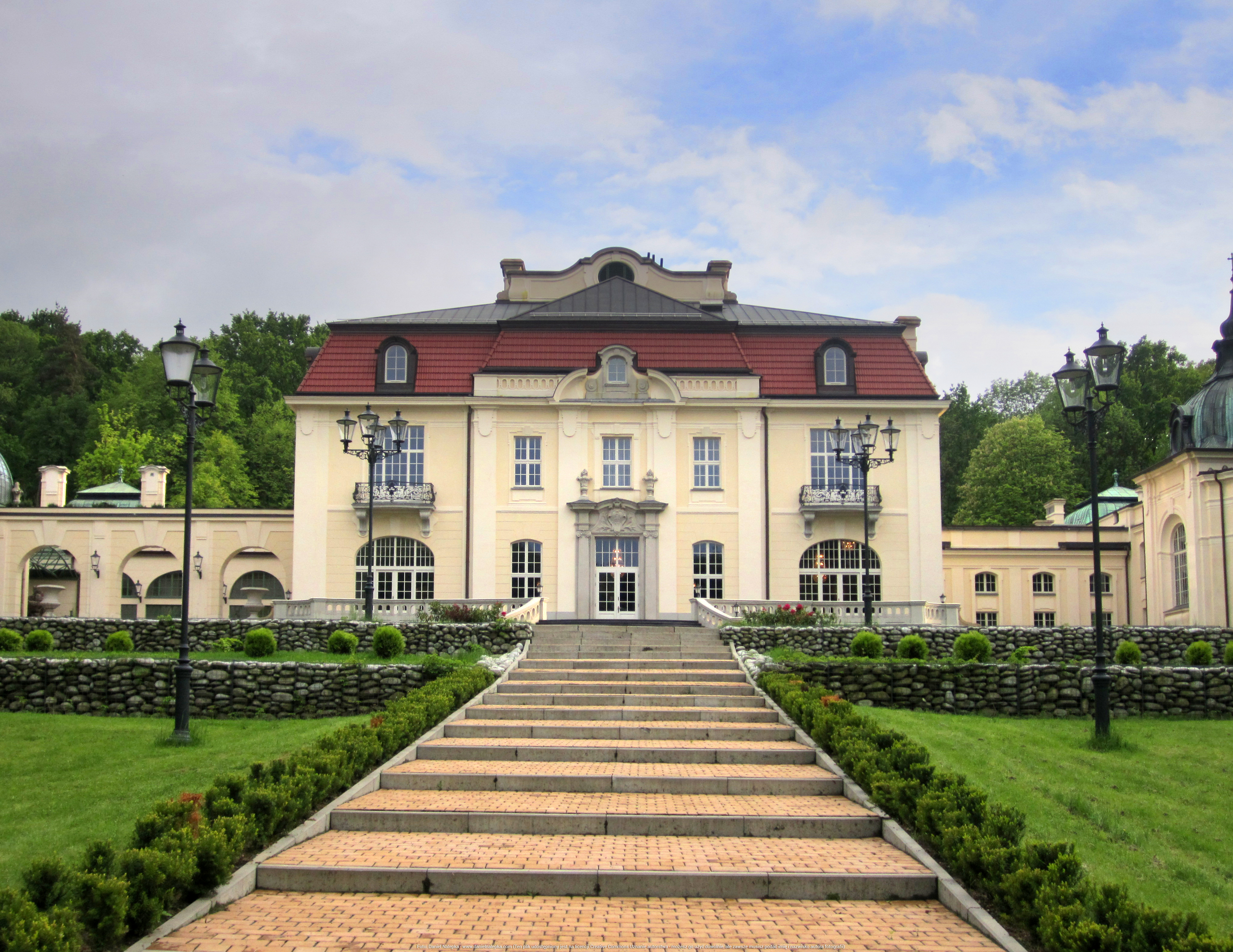
Środkowa część pałacu Goetza, zbudowana w latach 1898–1900

Zespół pałacowo- parkowy, dawna siedziba Goetzów Okocimskich, właścicieli browaru w Okocimiu. Pałac został zbudowany w latach 1898–1900, przez Jana Albina Goetza i jego żonę Zofię Jadwigę z hr. Sumińskich. Rezydencję zbudowano w stylu neobarokowym według projektu wiedeńskich architektów Ferdinanda Fellnera i Hermanna Helmera. W latach 1908–1911 dobudowano skrzydło wschodnie. Od strony zachodniej do pałacu przylega kaplica. W pałacu gościli m.in. arcyksiążę Karol Stefan Habsburg, prezydent II RP Ignacy Mościcki, i prymas Polski kardynał August Hlond. Po II wojnie światowej pałac był siedzibą szkoły. 30 listopada 2007 roku posiadłość, wykupiona od państwa, wróciła do potomków rodziny Goetzów. Pałac został gruntownie wyremontowany. Otacza go rozległy park utrzymany w stylu angielskim, założony w 1900 roku.

### Cmentarz wojenny nr 276

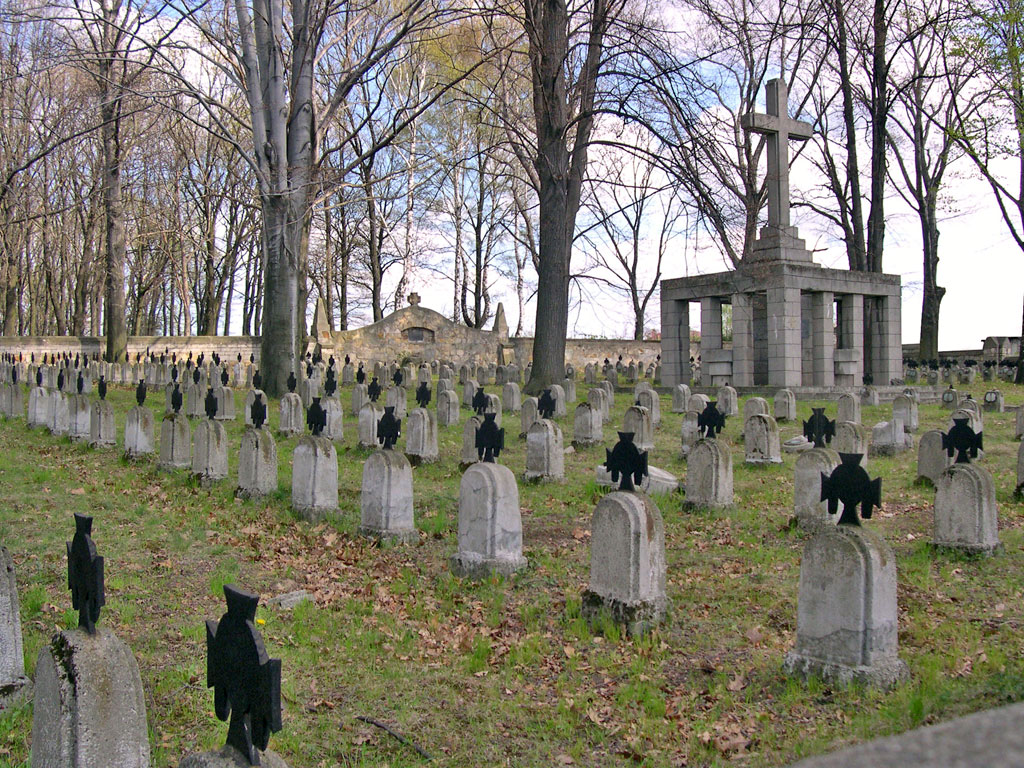
Cmentarz wojenny nr 276

Cmentarz wojenny z okresu I wojny światowej zaprojektowany przez Roberta Motkę, znajdujący się przy ul. Czarnowiejskiej. Miejsce pochówku 441 żołnierzy austro-węgierskich, 3 niemieckich i 63 rosyjskich. Przylega do ściany południowej cmentarza żydowskiego. Cmentarz ogrodzony jest kamiennym murem, z wysoką bramą z półokrągłymi wrotami z drewna, z płaskorzeźbami orłów. Po obu stronach bramy, od wewnętrznej części, znajdują się altany kontemplacyjne. Na środku cmentarza znajduje się pomnik centralny. Naprzeciw wejścia, na końcu cmentarza, na ścianie szczytowej znajduje się tablica inskrypcyjna głosząca w trzech językach:
„WY COŚCIE PADLI ZA OJCZYZNĘ W BOJU
WRÓG CZY PRZYJACIEL – DOKONAWSZY CZYNU
ŚPIJCIE ZŁĄCZENI W TEJ ZIEMI POKOJU –
ZARÓWNO ZDOBI WAS WIENIEC WAWRZYNU”

### Cmentarz żydowski

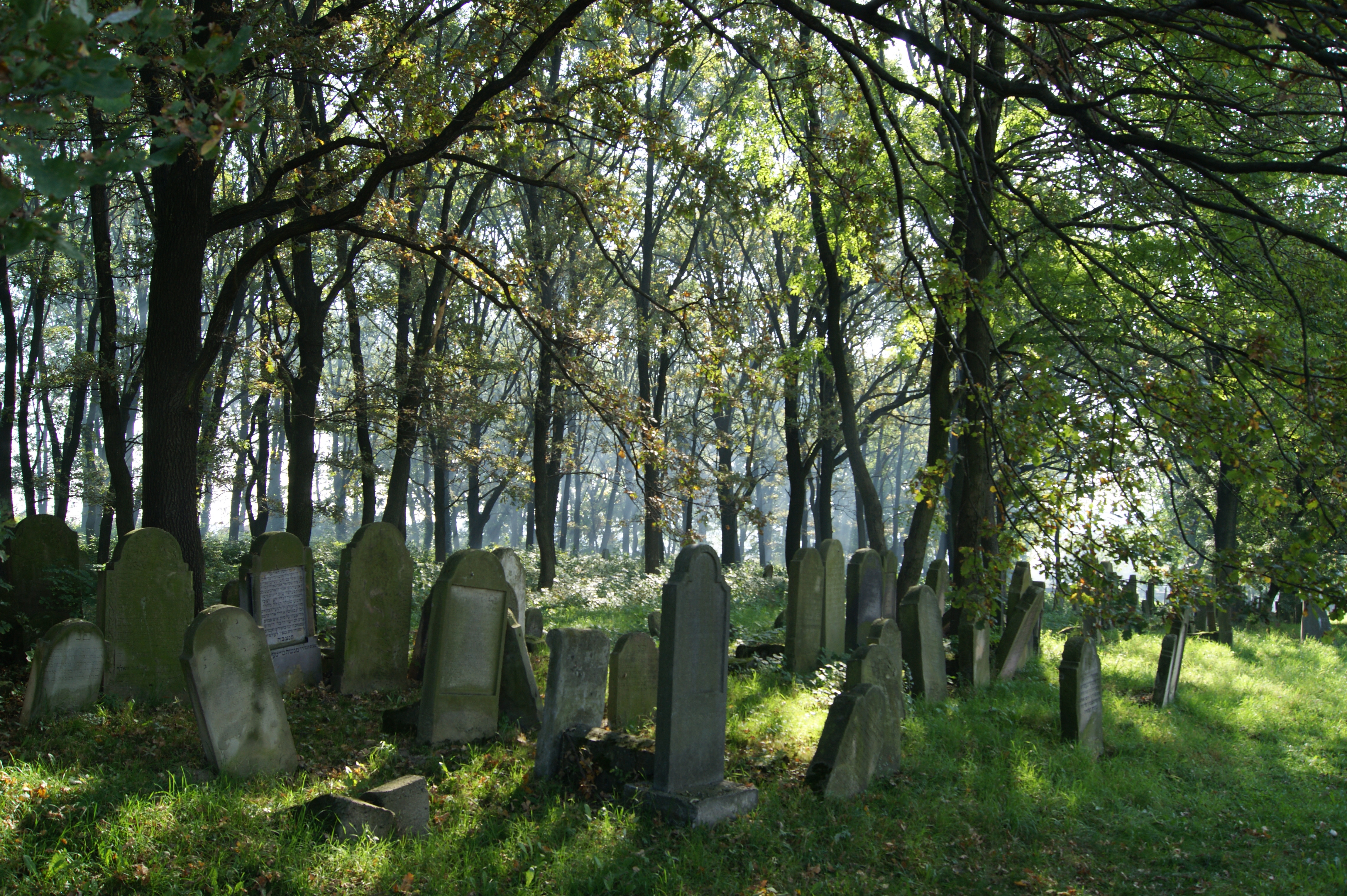
Widok ogólny nowego cmentarza żydowskiego

Cmentarz wyznania mojżeszowego usytuowany jest w północnej części miasta. Na cmentarzu zachowało się ok. 300 nagrobków, najstarszy nagrobek pochodzi z 1824 roku oraz dwa ohele. Na nekropolii znajdują się masowe groby żydowskich ofiar niemieckich zbrodni i pomnik upamiętniający ofiary Holokaustu. Osobną częścią cmentarza jest kwatera poległych, w czasie I wojny światowej, żołnierzy wyznania mojżeszowego.

### Stary cmentarz
Cmentarz parafialny, nazywany starym, położony jest przy ul. Kościuszki, naprzeciw budynku Sądu Rejonowego. Cmentarz został założony pomiędzy 1785 a 1813 rokiem (w 1801 roku). W 1973 roku cmentarz został zamknięty, chowani są tylko zmarli w istniejących grobowcach. Na cmentarzu są trzy kaplice, w tym neogotycka kaplica hrabiów Sumińskich i Ożegalskich, w której pochowano właścicieli Słotwiny.

## Pomniki

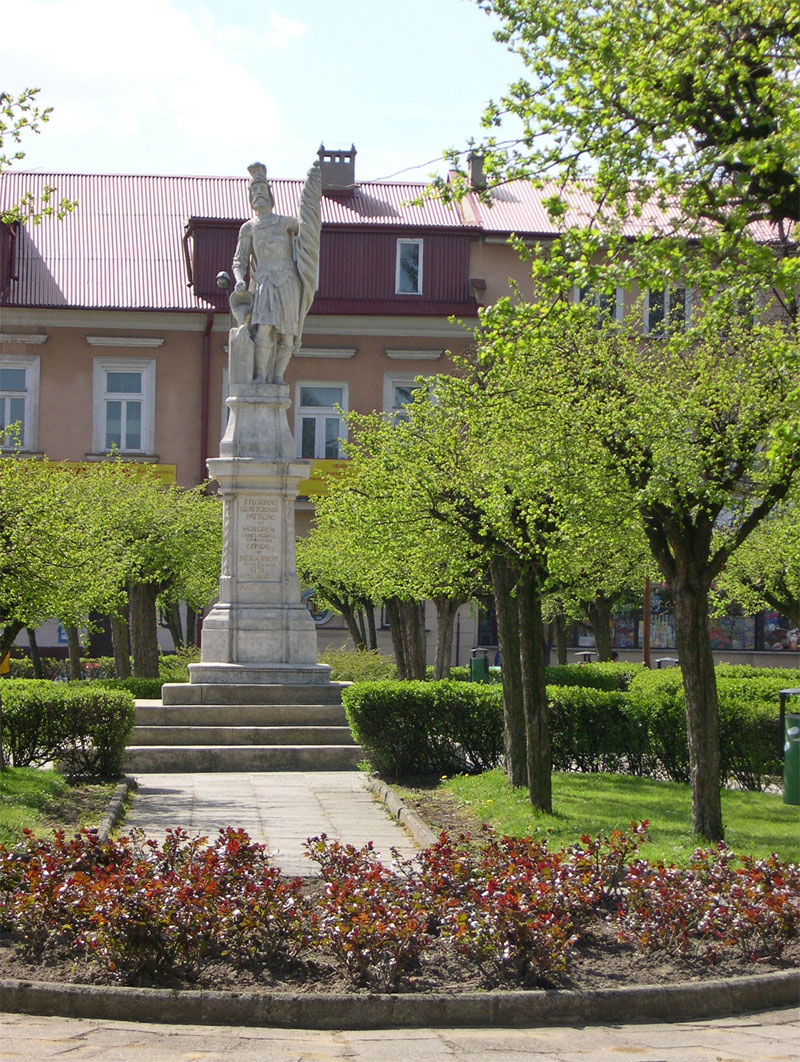
Figura św. Floriana

### Figura św. Floriana
Figurę św. Floriana ufundowaną przez brzeskich mieszczan odsłonięto w 1731 roku. Po pożarze miasta w 1904 roku rzeźba została odrestaurowana i ustawiona w 1906 roku na środku Rynku Starego Miasta. Ostatnie prace restauratorskie poczyniono w 2003 roku. Barokowy posąg świętego, wykonany z białego piaskowca, jest najstarszą tego typu rzeźbą we wschodniej części województwa małopolskiego.

### Pomnik Nieznanego Żołnierza
Pomnik Nieznanego Żołnierza znajduje się obok cmentarza parafialnego przy ul. Kościuszki, naprzeciwko budynku sądu. Pomnik odsłonięto 15 sierpnia 1925 roku. Został postawiony według projektu Ignacego Patolskiego, malarza i nauczyciela, w 1942 roku zamordowanego w obozie koncentracyjnym Auschwitz-Birkenau. Poświęcony jest „Nieznanemu Żołnierzowi poległemu za ojczyznę 1914–1920”. Przy pomniku, z okazji ważnych rocznic i świąt państwowych odbywają się uroczystości.

### Pomnik Jana Albina Goetza
Popiersie Jana Albina Goetza, właściciela pałacu w Brzesku i browaru w Okocimiu. Znajduje się na skwerze przed wjazdem do browaru Okocim. Pomnik został ufundowany w 1937 roku, przez pracowników browaru. Twórcą pomnika jest Antoni Madeyski.

## Transport

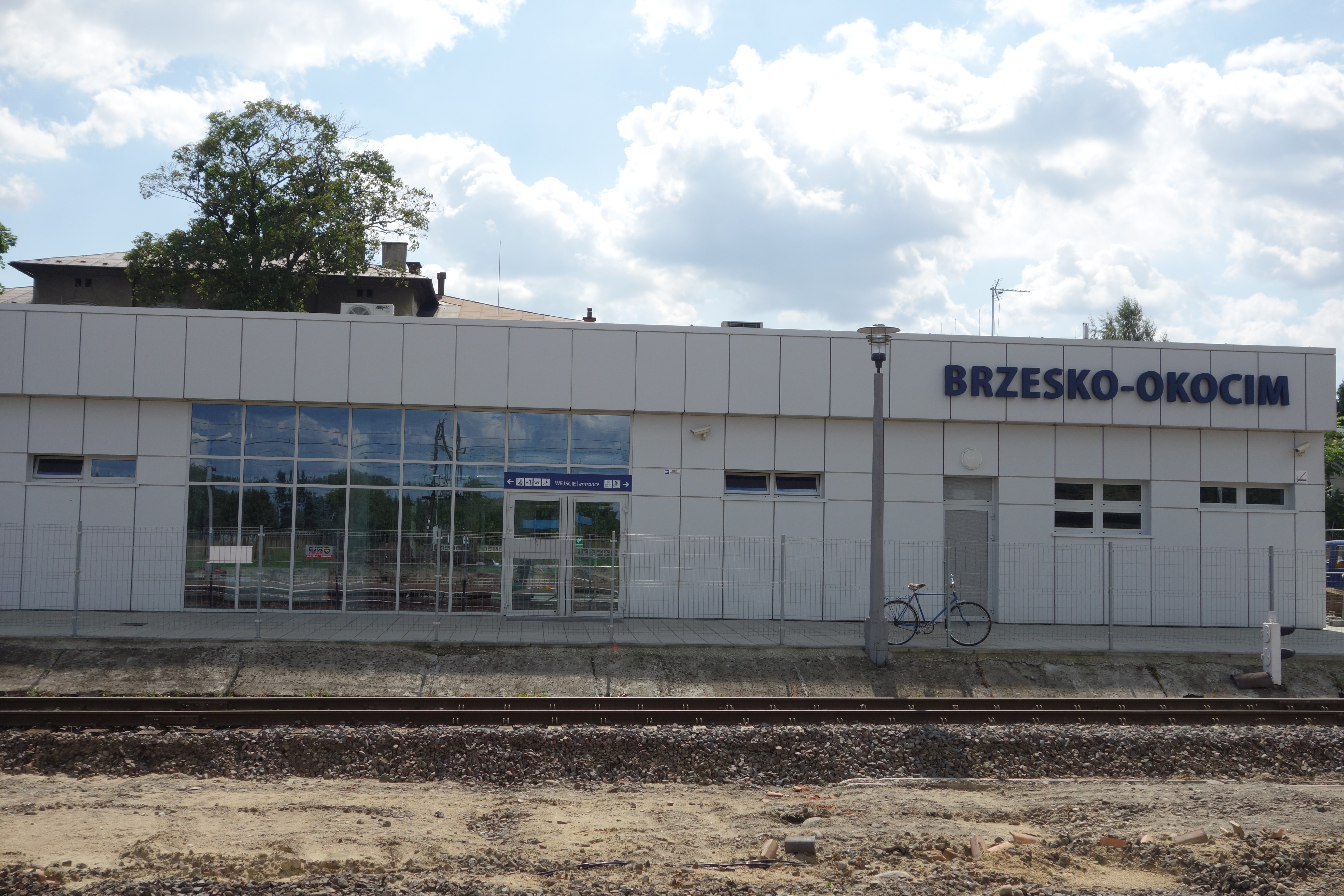
Stacja Brzesko-Okocim

### Kolej
W Brzesku znajduje się stacja, przez którą przebiega linia kolejowa 91 Kraków Główny – Medyka. Na stacji zatrzymują się pociągi Przewozów Regionalnych, Kolei Małopolskich oraz pociągi spółki PKP Intercity.

### Komunikacja miejska
Publicznym przewoźnikiem komunikacji miejskiej jest MPK w Brzesku, prezesem tej firmy jest Paweł Pabian. W 2023 r. MPK obsługiwało 5 linii.

### Transport lotniczy
Około 25 km na północ od miasta funkcjonuje samolotowe lądowisko Strzelce Małe-Szczurowa.
W 2013 r. przy ul. Kościuszki oddano do użytku sanitarne lądowisko.

## Kultura i sport
- Miejski Ośrodek Kultury w Brzesku
- Starostwo Powiatowe w Brzesku
- Powiatowa i Miejska Biblioteka Publiczna w Brzesku
- kino
- stadion Okocimskiego Klubu Sportowego
- Okocimski Klub Tenisowy
- kryta pływalnia BOSiR
- korty tenisowe BOSiR
- dwa obiekty sportowe „Orlik 2012”
- kręgielnia klasyczna BOSiR Brzesko
- bowling
- Regionalne Centrum Kulturalno – Biblioteczne
- Brzeski Klub Bokserski „Magic Boxing”
- Biblioteka Pedagogiczna w Tarnowie Filia w Brzesku
- zespół muzyczny „Tormentia”
- Drużyna Siatkarska MKS Gryf Brzesko

## Szkoły
- Zespół Szkolno-Przedszkolny w Brzesku
- Publiczna Szkoła Podstawowa nr 3 im. Mikołaja Kopernika
- Publiczna Szkoła Podstawowa nr 1 im. Królowej Jadwigi
- Katolickie Liceum Ogólnokształcące im. Św. Stanisława BM ze Szczepanowa[14]
- Zespół Szkół Ponadpodstawowych nr 1 Brzesku
- Zespół Szkół Technicznych i Branżowych im. Bohaterów Westerplatte w Brzesku[15]

## Instytucje
- Powiatowy Urząd Pracy w Brzesku
- Zarząd Dróg Powiatowych w Brzesku
- Powiatowy Inspektorat Nadzoru Budowlanego w Brzesku
- Powiatowe Centrum Pomocy Rodzinie
- Powiatowy Zespół do Spraw Orzekania o Niepełnosprawności w Brzesku
- Sąd Rejonowy w Brzesku
- Bank Spółdzielczy w Brzesku

## Wspólnoty religijne
- Kościół rzymskokatolicki:

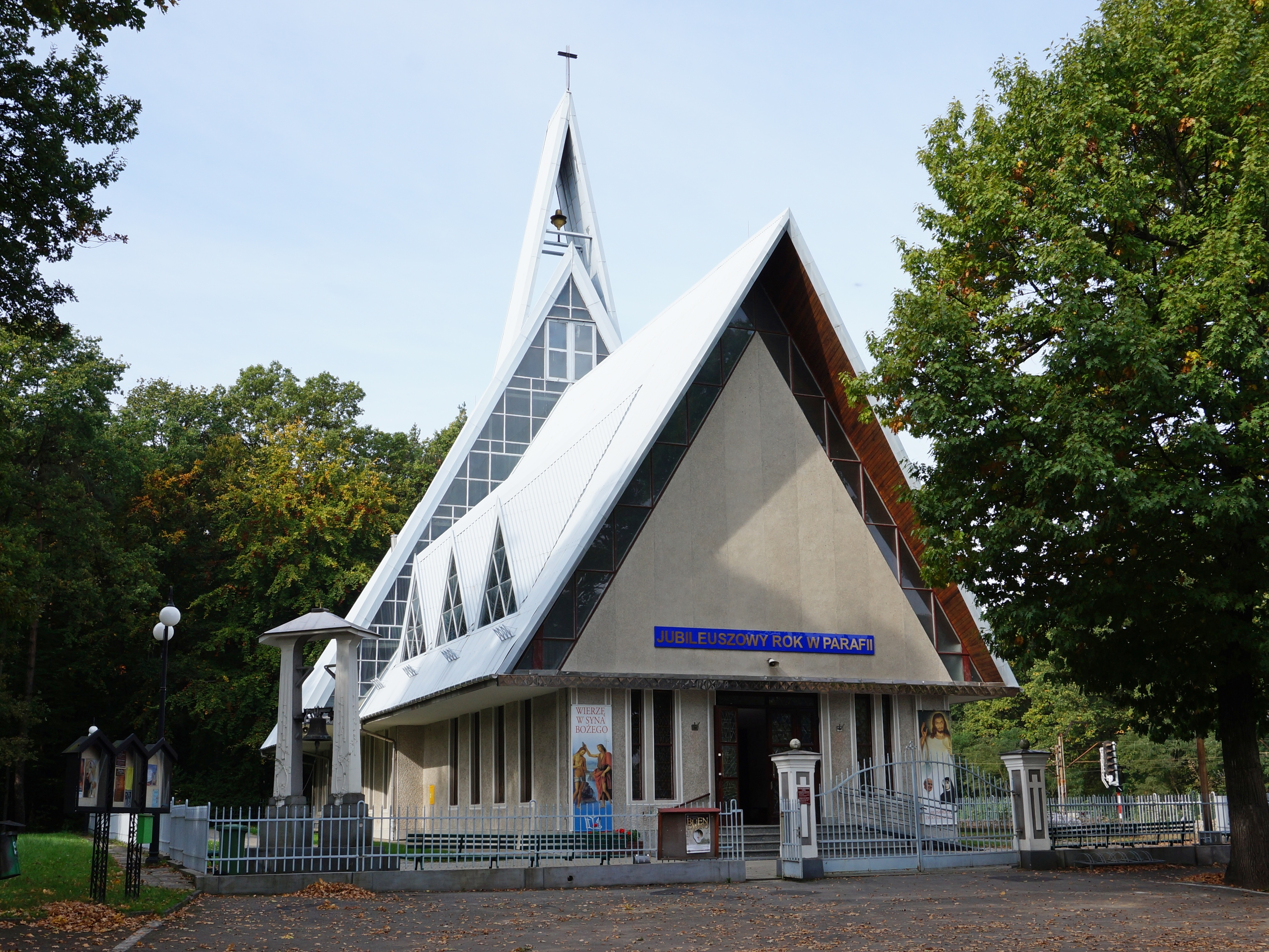
Kościół Matki Bożej Częstochowskiej w Brzesku-Słotwinie

  - Parafia Najświętszej Maryi Panny Matki Kościoła i św. Jakuba Apostoła (kościół św. Jakuba Apostoła)[16]
  - Parafia Miłosierdzia Bożego[17]
  - Parafia Matki Bożej Częstochowskiej[18]

## Parki

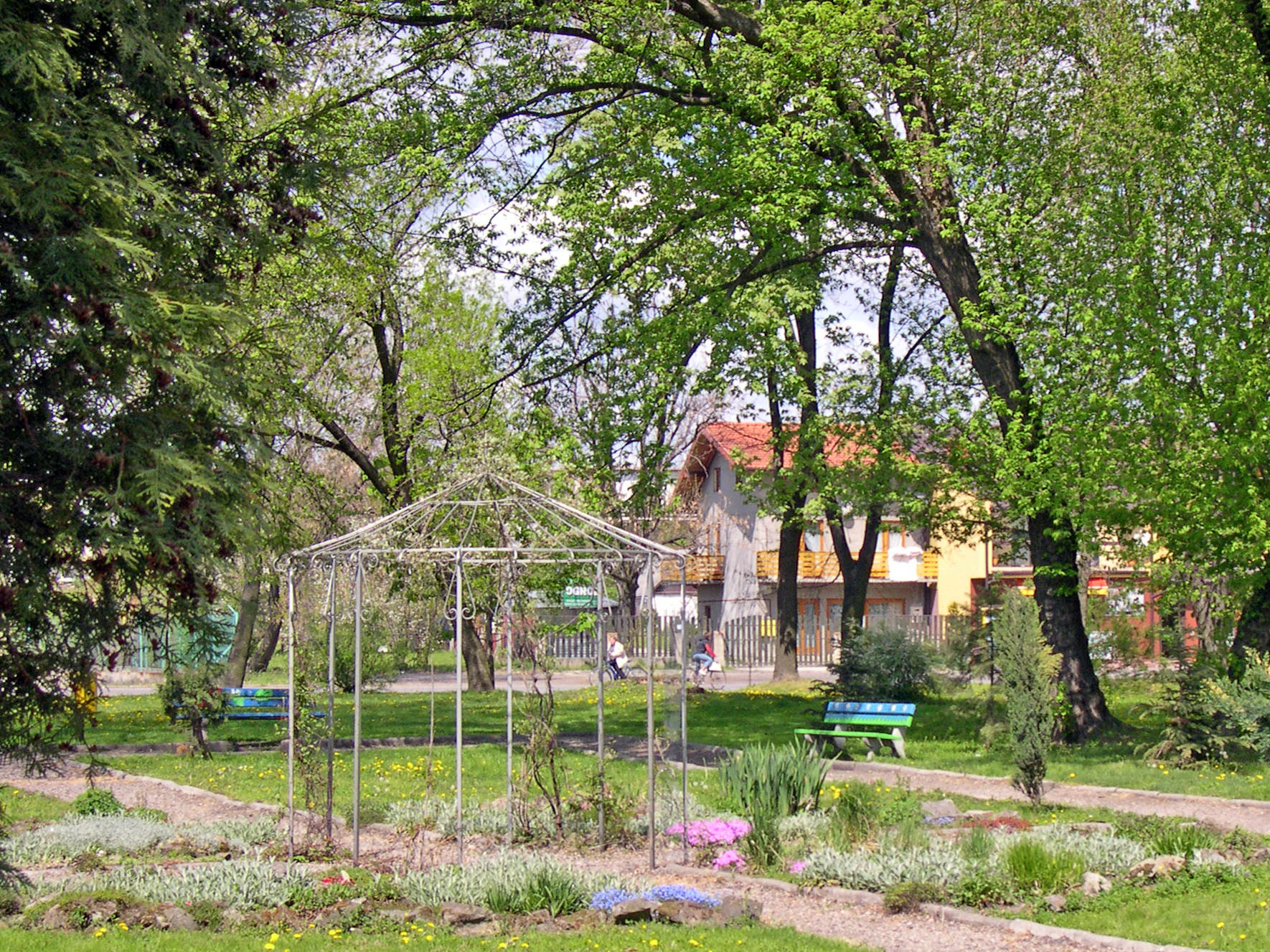
Park Jordanowski w Brzesku w 2007 roku

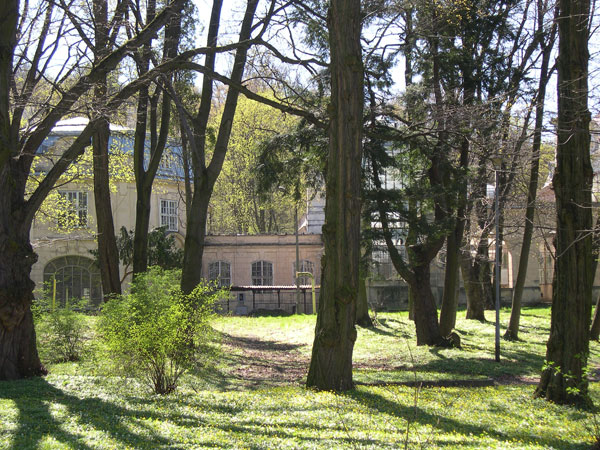
Widok Pałacu Goetza

### Park Jana Albina Goetza
Park krajobrazowy, typu angielskiego, założony pod koniec XIX w. przez Jana Albina Goetza i jego żonę hrabinę Zofię z Sumińskich w pobliżu Browaru Okocim, o powierzchni 40 ha (obecnie 17 ha z powierzchni dawnego parku), który przylega do 27 ha obszaru leśnego. Do dziś rosną w nim 43 gatunki drzew (w tym egzotycznych), oraz 12 gatunków krzewów, m.in.: rododendrony, choiny kanadyjskie, tulipanowce amerykańskie, jaśminowce, berberysy, klony, buki, kasztanowce, wiązy, olchy, dęby. W centrum parku znajduje się neobarokowy i neorokokowy pałac w stylu wiedeńskim.

## Honorowi obywatele Brzeska
Źródło: Oficjalny Portal Gminy Brzesko
- Paulin Moszczyński (1997)
- Edward Moskal (1997)
- Mieczysław Mietła (1997)
- Zygmunt Bochenek (2004)
- Kazimierz Zając (2006)
- Zbigniew Tryczyński (2006)
- Józef Stós (2006)
- Jadwiga Sediwy (2006)
- Franciszek Sediwy (2006)
- Józef Pituła (2006)
- Zbigniew Damasiewicz (2006)
- Henryk Bernacki (2006)
- Stanisław Gutowski (2007)
- Kazimierz Kopacz (2009)
- Wiktor Skworc (2009)
- Wiesław Smulski (2010)
- Józef Mularz (2010)
- Stanisław Marek (2010)
- Władysław Pasiut (2011)
- Tadeusz Górka (2012)
- Ignacy Piwowarski (2012)
- Józef Drabik (2013)
- Maria Kędziora (2013)
- Werner Gebele (2015)
- Józef Górka (2017)
- Antoni Jan Goetz (2017)
- Halina Mączarowska (2019)[20]
- Jerzy Rogoziński (2021)

## Miasta partnerskie
Miasta partnerskie Brzeska:
- Százhalombatta, Węgry (15.03.1997)
- Sovata, Rumunia (30.01.2000)
- Langenenslingen, Niemcy (29.05.1997)

## Demografia

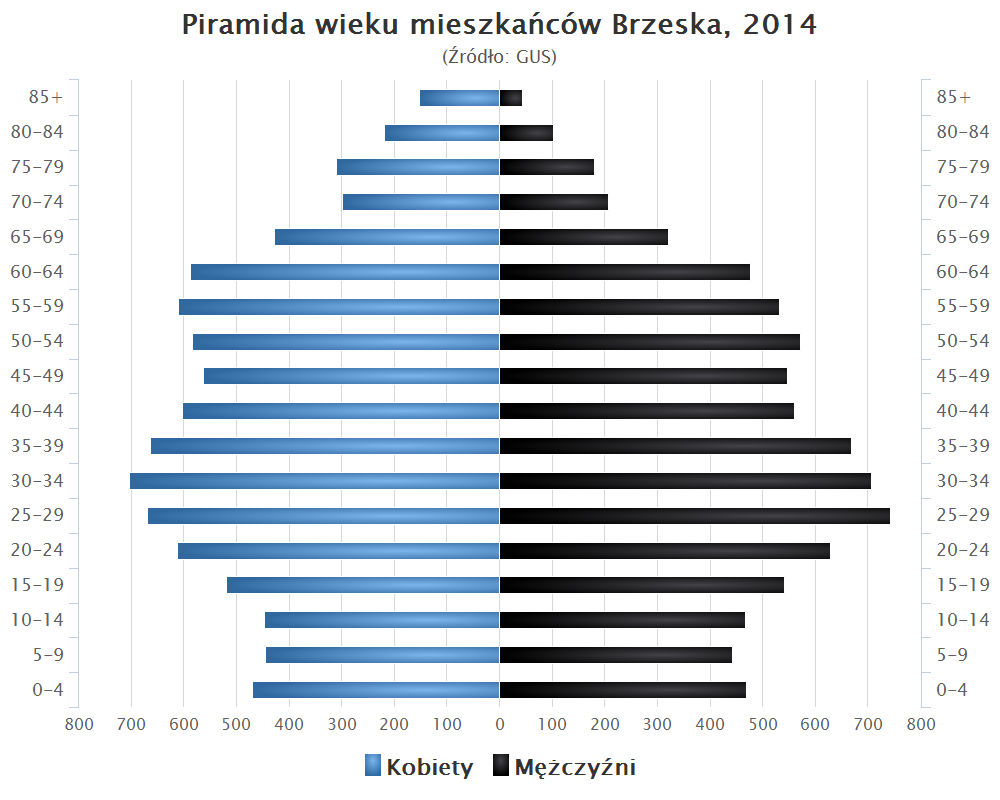
Piramida wieku mieszkańców Brzeska w 2014 roku